# Seleção Panamenha de Rugby Union
A Seleção Panamenha de Rugby Union é a equipe que representa o Panamá em competições internacionais de Rugby Union.

## História
A seleção panamenha jogou pela primeira vez em 2005 contra a Costa Rica, e perdeu de 60x0. Em dezembro de 2006, a equipe foi representada por um clube nacional, os Diablos Rojos Rugby Club contra a equipe de veteranos da escola de direito de uma universidade de Madri, o placar foi de 14x12 para os veteranos.